# NiL
NiL (rekursiv akronym för NiL isn't Liero) är en fri programvaru-variant av det förr populära freeware-spelet Liero för DOS. NiL kan köras på GNU/Linux och Microsoft Windows och är släppt under GNU General Public License. NiL är inte, liksom Liero, begränsat till två spelare framför samma tangentbord då det har stöd för ett obegränsat antal spelare över ett lokalt nätverk eller Internet.
Projektet påbörjades av Flemming Frandsen vintern 1999 efter att han stött på Liero, som han gillade så pass mycket att han bestämde sig för att implementera det under Linux. Han övergav dock projektet fem månader senare av tidsbrist. NiL låg därefter i dvala fram till början av 2004 då dess nuvarande utvecklare och underhållare, Christoph Brill, upptäckte projektet och tog över. Därefter anslöt sig Daniel Schneidereit projektet, men lämnade kort därpå. Andra bidragsgivare inkluderar Nils Thuerey, Harri Ilari Tapio Liusvaara och Phil Howlett.